# Bintou Dembélé (femme politique)
Pour les articles homonymes, voir Bintou Dembélé.
Bintou Dembélé, connue sous le pseudonyme de Bintou Zébala, est une femme politique malienne née en 1959 à Zébala. Elle est militante du parti Solidarité africaine pour la démocratie et l'indépendance (Sadi).
Elle est élue députée à l'Assemblée nationale dans le cercle de Bougouni aux élections législatives maliennes de 2020. L'Assemblée nationale est dissoute le 19 août 2020 après un coup d'État.